# Château d'Orny
Le château d'Orny est un château situé dans la commune vaudoise d'Orny, en Suisse.

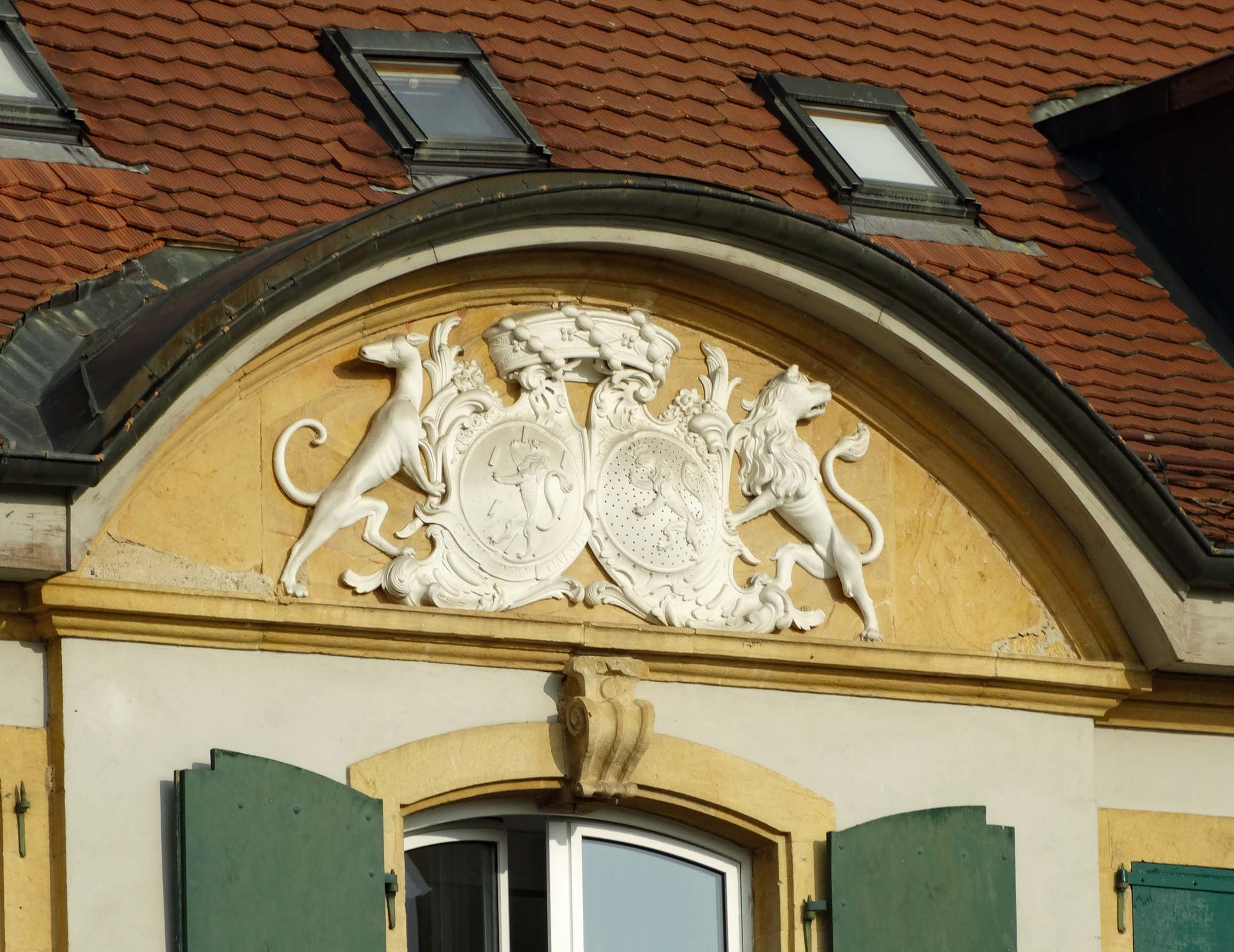
Armoiries du château

## Histoire
Le château a été construit en 1727 par Guillaume Delagrange pour le compte de Victor de Gingins, descendant des barons de La Sarraz et reste dans la famille jusqu'à la mort d'Antoine Charles de Gingins, en 1823. Il a été le théâtre d'un des plus virulents épisodes de la révolte des Bourla-Papey en 1802 : il fut en effet assiégé par des femmes qui le prirent d'assaut et brûlèrent une partie des archives.
Après avoir passé entre plusieurs mains, le bâtiment est racheté en 1889 par l'institut cantonal des incurables et des vieillards infirmes qui le transforme et maison de retraite, grâce en partie au legs de Charles-Louis-David Cottier allié Boys qui donna son nom à l'institution encore active de nos jours.
Le bâtiment est inscrit comme bien culturel suisse d'importance régionale.